# 94 (tal)
94 (nittiofyra) är det naturliga talet som följer 93 och som följs av 95.
- Hexadecimala talsystemet: 5E
- Binärt: 1011110
- Primfaktoriseringen 2 · 47
- Delbarhet: 1, 2, 47 och 94
- Summan av delarna: 144

## Inom matematiken
- 94 är ett jämnt tal.
- 94 är ett semiprimtal
- 94 är ett extraordinärt tal
- 94 är ett heptadekagontal
- 94 är ett aritmetiskt tal
- 94 är ett Smithtal

## Inom vetenskapen
- 94 Aurora, en asteroid
- Messier 94, spiralgalax i Jakthundarna, Messiers katalog
- Atomnumret för plutonium

## Inom andra områden
Nittiofyra är:
- Beteckningen för:
  - LPO94, Läroplan för det obligatoriska skolväsendet, förskoleklassen och fritidshemmet
  - Amerikanska Interstate 94, en motorväg mellan Montana och Michigan.
  - STS-94 Space Shuttle Columbia som sköts upp den 1 juli 1997.
- Den internationella telefonkoden för Sri Lanka (+94).
- En del av modellnumret för:
  - AN-94, ett Ryskt automatvapen.
  - M-94, ett stycke kryptografisk utrustning använd av den amerikanska armén mellan 1922 och 1943.
- Saab 94 var modellnumret Saab officiellt använde för den första generationen av Saab Sonett